# Stazione di Cesano Maderno Groane
La stazione di Cesano Maderno Groane è una fermata ferroviaria posta sulla linea Saronno-Seregno, a servizio della cosiddetta "ex-area SNIA" del comune di Cesano Maderno, nelle vicinanze del Parco delle Groane.

## Storia
L'apertura al servizio viaggiatori della fermata avvenne il 22 giugno 2013, a seguito del prolungamento della linea S9 da Seregno a Saronno avvenuto 9 dicembre 2012 e la conseguente riapertura della tratta al traffico viaggiatori.
La fermata è stata chiusa al servizio viaggiatori con il cambio orario del 10 dicembre 2018.

## Strutture e impianti
In quanto fermata ferroviaria in piena linea, il piazzale è dotato di un unico binario, quello di corsa della ferrovia Novara-Seregno.

## Movimento
La fermata era servita dalla linea S9 del servizio ferroviario suburbano di Milano. La frequenza, dapprima oraria, è divenuta semioraria a partire dal 15 dicembre 2013.